# Lomax (automerk)

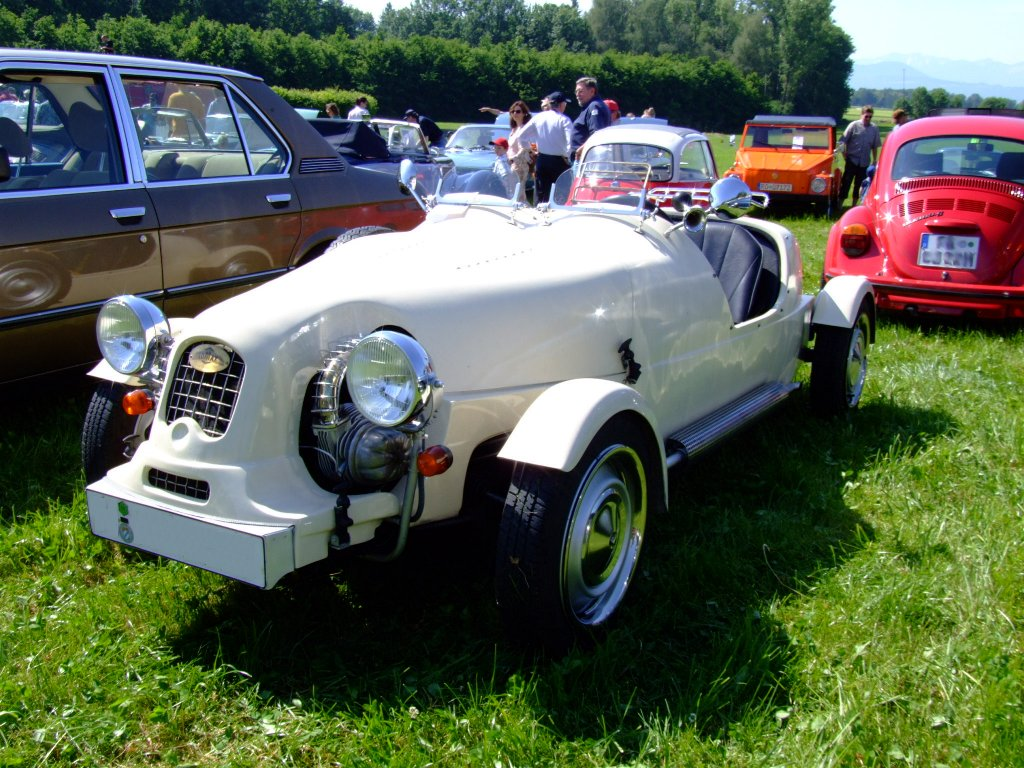
Lomax 224

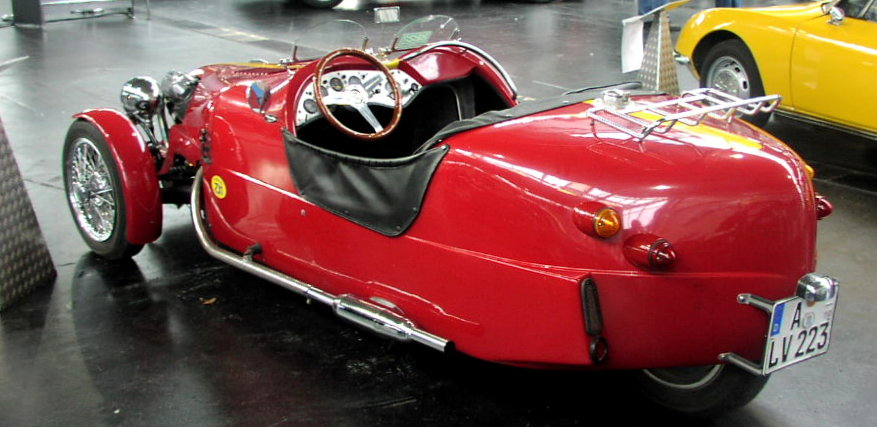
Lomax 223

De Lomax Motor Company is een kitcarmerk uit het Verenigd Koninkrijk, opgericht door Nigel Whall rond 1980. Whall was een fabrikant van polyester onderdelen. Voor een ondernemersbeurs heeft hij een kitcar carrosserie ontworpen op basis van de Citroen 2CV als proeve van bekwaamheid. Volgens de overlevering was er direct vraag naar dit showmodel en werd in korte tijd een productiemodel gemaakt. De Lomax Motor Company was geboren en heeft tot nu toe ongeveer 1500 koetswerkjes geleverd in heel Europa (maar ook naar Australië en USA).
Over heel Europa zijn importeurs actief (geweest). In Nederland heeft Lomax een hausse aan nieuwe kitcar merken veroorzaakt. Na de introductie van de Lomax kitcar in Nederland in 1992 door Godfried van den Bergh, een ondernemer uit Ophemert werd het importeurschap door een bedrijf uit Kudelstaart overgenomen in 1997. Daarop werden in korte tijd achter elkaar de merken Le Patron in 1998 en Burton in 1999 geïntroduceerd. Inmiddels kent Nederland daarnaast ook nog onder anderen de Voglietta en de Cygnus.
Volgens adepten staat Lomax voor Low Cost, Maximum Fun. Een kreet die door de eerste importeur is bedacht. De simpele zelfbouwpakketten van het merk zijn gebaseerd op een Citroën 2CV, Dyane of Ami. Men levert volgende modellen: de Lomax 224 (tweecilinder, tweepersoons, vierwieler), een sportwagen zowel met/zonder dak en/of deuren; de Lomax 424 (viercilinder, tweepersoons, vierwieler); de Lomax 223 is een driewieler (tweecilinder, tweepersoons, één wiel achteraan) versie van de 224. De carrosserie is van een vezelversterkte kunststof (glasvezel & polyester) en heeft het uiterlijk van een jaren twintig Morgan SuperSports met boattail.
Lomax is in 2004 failliet gegaan.